# Maladera kerleyi
Maladera kerleyi är en skalbaggsart som beskrevs av Ahrens 2004. Maladera kerleyi ingår i släktet Maladera och familjen Melolonthidae. Inga underarter finns listade i Catalogue of Life.